# Scambus
Scambus är ett släkte av steklar som beskrevs av Hartig 1838. Scambus ingår i familjen brokparasitsteklar.

## Dottertaxa tillScambus, i alfabetisk ordning[1][2]
- Scambus abditus
- Scambus aberrans
- Scambus abjectus
- Scambus aemulus
- Scambus aequalis
- Scambus afflictans
- Scambus aithomelus
- Scambus albipes
- Scambus albitibia
- Scambus alpestrator
- Scambus aplopappi
- Scambus arizonensis
- Scambus arrogans
- Scambus assamensis
- Scambus atrocoxalis
- Scambus basseyi
- Scambus bedeguaris
- Scambus brevicornis
- Scambus buolianae
- Scambus calobatus
- Scambus canadensis
- Scambus capitator
- Scambus celatus
- Scambus centaureae
- Scambus cincticarpus
- Scambus cognatus
- Scambus comitans
- Scambus configuratus
- Scambus confusus
- Scambus coniferae
- Scambus conjungens
- Scambus conspicuus
- Scambus contemptus
- Scambus crassicauda
- Scambus cursorius
- Scambus decedens
- Scambus deceptor
- Scambus decipiens
- Scambus decorus
- Scambus denticulator
- Scambus designatus
- Scambus diffinis
- Scambus dioryctriae
- Scambus diseptus
- Scambus divergens
- Scambus diversus
- Scambus dobrogensis
- Scambus elegans
- Scambus emeritae
- Scambus ephialtoides
- Scambus erasi
- Scambus erythropygus
- Scambus espinozai
- Scambus eucosmidarum
- Scambus eurygenys
- Scambus exiguus
- Scambus exilis
- Scambus fallax
- Scambus flavicrus
- Scambus flavipes
- Scambus flavolineatus
- Scambus foliae
- Scambus gallicerator
- Scambus garhwalensis
- Scambus giranus
- Scambus granulosus
- Scambus hirticauda
- Scambus hispae
- Scambus holmbergi
- Scambus impacatus
- Scambus imparis
- Scambus impressus
- Scambus inaequalis
- Scambus inanis
- Scambus inclinans
- Scambus indicus
- Scambus indubitatus
- Scambus inornatus
- Scambus inouei
- Scambus inquilinus
- Scambus insidiosus
- Scambus intermedius
- Scambus intrusor
- Scambus invalidus
- Scambus kamijoi
- Scambus kamtschaticus
- Scambus kashmiricus
- Scambus laccae
- Scambus lateralis
- Scambus latustergus
- Scambus lineipes
- Scambus longicorpus
- Scambus lucidus
- Scambus lugubris
- Scambus mexicanus
- Scambus montezuma
- Scambus monticola
- Scambus neglectus
- Scambus nigricans
- Scambus nigriceps
- Scambus nigrifrons
- Scambus nigriventris
- Scambus nigromarginatus
- Scambus oresbios
- Scambus parviceps
- Scambus penetrans
- Scambus phanurus
- Scambus planatus
- Scambus pomorum
- Scambus productus
- Scambus propinquus
- Scambus protentus
- Scambus pterophori
- Scambus punctatus
- Scambus rubrigaster
- Scambus rufator
- Scambus rusticus
- Scambus sagax
- Scambus scotti
- Scambus signatus
- Scambus similis
- Scambus simulator
- Scambus spectatus
- Scambus striatus
- Scambus strobilorum
- Scambus subcinctus
- Scambus subtilis
- Scambus sudeticus
- Scambus taiwanus
- Scambus tenebrosus
- Scambus tenellus
- Scambus tenthredinum
- Scambus terebrans
- Scambus transgressus
- Scambus truncatus
- Scambus uchidai
- Scambus validus
- Scambus vesicarius
- Scambus viator
- Scambus vilis
- Scambus vulgaris
- Scambus xylostei
- Scambus yalileae